# 대나무쌕쌔기
대나무쌕쌔기는 여치과 쌕쌔기속의 곤충이다.

## 출현
성충 8~10월,연1회

## 길이
17~18mm(장시형 뒷날개 끝까지 31~33mm,산란관 8~10mm)

## 이름
나부지방의 대나무 숲에 특이적으로 나타난다.

## 형태
녹색과 갈색이 섞여 있으며 복부 윗면 중심부는 갈색이다.
두정돌기는 더듬이 자루마디보다 1.5배 좁고 원통형이다. 측면에서 볼대 다소 아래로 향한다.
앞가슴동판은 머리에 비해 상대적으로 짧으며 측엽은 길이보다 1.54~1.56배 높다.

## 변이
녹색형과 갈색형,중시형과 장시형이 있다.

## 생태
대나무 숲에 서식하며 장시형은 야간에 불빛에 날아온다.

## 분포
경남,전라등 남부지방일부,일본 태국,동남아시아